# Rodzina Genovese
Rodzina Genovese – jedna z Pięciu nowojorskich rodzin mafijnych należąca do Syndykatu; jej członkowie wchodzili i najpewniej wchodzą w skład Komisji Syndykatu.

## Początki Rodziny
W 1931 roku zakończyła się wojna castellammaryjska, która doprowadziła do upadku tzw. „starej mafii amerykańskiej” utożsamianej z gangsterami pogardliwie nazywanymi Wąsatymi Piotrkami w osobach Joego Masserii i Salvatora Maranzany.
Jeden z najważniejszych gangsterów tamtych czasów (zwycięzca tej wojny) – Charles „Szczęściarz” Luciano – przy pomocy ze strony wpływowych żydowskich gangsterów m.in. Meyera Lansky’ego i Bugsy’ego Siegela dokonał modernizacji amerykańskiego świata przestępczego. Utworzono Syndykat, zniesiono stanowisko Capo di tutti capi oraz dokonano (co wcześniej planował zrobić Maranzano) podziału na Pięć Rodzin nowojorskiego świata przestępczego.
Lucky Luciano stanął wówczas na czele jednej z nich (odziedziczonej po zamordowanym Joem Masserii) – Rodzinie Luciano (obok ówczesnych rodzin: Mangano, Bonanno, Profaci i Gagliano).
Luciano dzierżył stanowisko bossa do 1936 roku i uważany był za największego i najbardziej wpływowego gangstera; czuł się tak pewnie, że spacerował ubrany w eleganckie garnitury po ulicach Nowego Jorku otaczany przez tabuny dziennikarzy.

## Skazanie Luciano
W 1936 roku prokurator Thomas Dewey doprowadził do jego skazania na 30 do 50 lat za sutenerstwo – sprawa miała być ukartowana (tak twierdziło wielu członków świata przestępczego).

## Panowanie Franka Costelli
W roku 1936 – po wyznaczeniu przez Lucianę – na czele rodziny stanął Frank Costello. Inny czołowy boss, Vito Genovese, który jako zastępca Luciany powinien objąć przywództwo miał poważne problemy z wymiarem sprawiedliwości (groziło mu oskarżenie o morderstwo), przez co musiał zbiec do Włoch, gdzie wkupił się w łaski Benito Mussoliniego.
Genovese odpowiada za zabójstwo niewygodnego dla Benita dziennikarza Carla Treski w 1943 roku.
W 1946 roku Luciano został warunkowo zwolniony (przez tego samego Deweya, który został gubernatorem stanu Nowy Jork) za patriotyczną postawę w trakcie II wojny światowej – wywiad marynarki wojennej Stanów Zjednoczonych nawiązał kontakt z przedstawicielami mafii w celu przeciwdziałania nazistowskim aktom sabotażu w nowojorskich portach; Luciano zza więziennych krat wyraził zgodę na taką współpracę. Po zwolnieniu musiał jednak natychmiast opuścić kraj – udał się do Włoch, a potem na Kubę.
Tego samego roku uczestniczył w słynnej Konferencji Hawańskiej.

## Walka Genovese o przywództwo w rodzinie
W roku 1946 władze włoskie deportowały Genovesego do Stanów Zjednoczonych. Stanął przed sądem oskarżony o morderstwo popełnione w 1937 roku; dziwnym trafem ginęli kolejni świadkowie (przy znaczącym udziale Franka Costelli); sprawa skończyła się fiskiem, Vito został zwolniony.
Z biegiem czasu Genovese postanowił przejąć stery w Rodzinie Luciano–Costello.
4 października 1951 roku zorganizował udany zamach na życie Williego Morettiego, sprzymierzeńca Costelli. Wcześniej tego samego roku (2 maja) usiłował zabić samego Costellę – wyrok miał wykonać Vincent „Podbródek” Gigante; Costello odniósł niewielkie obrażenia.
Następnie 25 października zginął inny boss Albert „Szalony Kapelusznik” Anastasia – to za namową Costelli objął w 1951 roku przywództwo w rodzinie Mangano; Anastasia stał się lojalnym partnerem Costelli – miał pełnić rolę straszaka (mając na uwadze jego mordercze zapędy).
Śmierć Anastasii była na rękę Genovesemu, Lansky’emu i Lucianie (obaj wyrazili na to zgodę).
Wspólnikiem Genovesego – w operacji wyeliminowania „Kapelusznika” – został Carlo Gambino, który po wyeliminowaniu Anastasii został szefem jego rodziny, która od tej pory nazywa się rodziną Gambino.
14 listopada 1951 roku odbyła się Konferencja w Apalachin, podczas której Genovese liczył na objęcie stanowiska capo di tutti capi – szefa wszystkich szefów. Objął nieformalne przywództwo podczas jej obrad, czując się zwycięzcą walki z Costellą; został również donem rodziny tego ostatniego. Obrady Konferencji zostały przerwane przez niespodziewany nalot policji stanowej i agentów federalnych.

## Odejście Costelli, triumf Genovesego
Ostatecznie w roku 1957 Costello odszedł na zasłużoną emeryturę; szefem rodziny został Genovese – od jego nazwiska rodzina Luciano–Costello stała się rodziną Genovese.

## Upadek Genovesego
Starzy przyjaciele – Luciano, Costello, Lansky i Carlo Gambino postanowili ostatecznie pozbyć się niewygodnego rywala, jakim był dla nich Genovese (niewykluczone, że cała czwórka odpowiada za fiasko obrad Konferencji w Apalachin).
W 1959 roku Genovese został skazany na 15 lat pozbawienia wolności za handel narkotykami (wrobili go w trefną transakcję narkotykową; czwórka gangsterów miała przekupić pewnego handlarza, żeby złożył obciążające Vita zeznania).

## Rodzina Genovese po upadku szefa
Mimo że Vito odsiadywał wyrok w więzieniu, za pośrednictwem swoich łączników, próbował zachować wpływ w rodzinie.
Na czele rodziny Genovese stali dzieląc się władzą:
- Gerardo „Jerry” Catena – przez lata 50. i 60. pełnił stanowisko capo bastone
- Michele „Big Mike” Miranda – consigliere w rodzinie Genovese w latach 50. i 60.; zmarł z przyczyn naturalnych,
- Anthony „Tony Bender” Strollo – zaginął bez śladu po wyjściu z domu w New Jersey na polecenie Genovese, gdyż podejrzewano go o nieuczciwość; to on nakłonił Genovese’ego, aby przyznał się do zarzutu handlu narkotykami; Vito miał odsiedzieć tylko pięć lat),
- Thomas „Tommy Ryan” Eboli – zastrzelony – trafiony pięcioma kulami – na polecenie Gambiny; piastował stanowisko zastępcy szefa w czasie, kiedy Genovese siedział w więzieniu; objął przywództwo w rodzinie po śmierci Genovesego w 1969 roku,
- Frank „Funzi” Tieri – skazany w 1980 roku na podstawie aktu RICO (Ustawa o Organizacjach Przestępczych i Skorumpowanych), objął przywództwo w rodzinie po śmierci Tommy’ego Eboliego.
- Philip „Cockeyed Phil” Lombardo – szef rodziny od końca lat 60. do początku lat 80. (do spółki z Tierim i Ebolim),
- Tony Salerni – objął stanowisko szefa po śmierci Tieriego; skazany na 100 lat więzienia w 1987 roku
- Vincent „Podbródek” Gigante – skazany w 1997 roku na 12 lat pozbawienia wolności za wymuszanie haraczy, „włoską loterię” (tzn. gry i zakłady liczbowe); zmarł w szpitalu więziennym (The United States Medical Center for Federal Prisoners w Springfield)

Rodzina kontroluje handel w portach Brooklynu i New Jersey, firmy spedycyjne, transportowe i związki zawodowe.
W latach osiemdziesiątych XX wieku liczba członków rodziny Genovese wynosiła ok. 200 osób, plus dodatkowe 500–600 osób, które działały na jej rzecz.
Rodzina Genovese pozostaje jedną z najpotężniejszych rodzin mafijnych w Nowym Jorku, być może i w całych Stanach Zjednoczonych.